# Valentin Hauser
Valentin Hauser (* 11. Februar 1949 in Griffen in Kärnten) ist ein österreichischer Buchautor (Chronist), Komponist und war Gemeindebeamter.

## Leben
Valentin Hauser, Sohn einer Bergbauernfamilie, besuchte 4 Jahre lang die Volksschule Greutschach auf der Saualpe (1.050 m Seehöhe) und hernach die Hauptschule im 8 km entfernten Griffen. 1965 begann er die Verwaltungslehre im Gemeindeamt Griffen, verbunden mit der 3-jährigen kaufmännischen Berufsschule in Klagenfurt. Bis zur Pensionierung im Jahr 2006 war Hauser als Beamter im Gemeindeamt Griffen tätig und unter anderem für die Instandsetzung der Burgruine Griffen am „Griffner Schlossberg“ verantwortlich.
Hauser ist seit 1972 mit Edith, geborene Jakob, aus Seeboden verheiratet und lebt in Griffen, Bezirk Völkermarkt, Kärnten. Aus der Ehe stammen ein Sohn und eine Tochter; er hat eine Enkelin.
Hauser ist ein langjähriger Freund des Literaturnobelpreisträgers Peter Handke der in Griffen geboren wurde und in Paris lebt.

## Musik
Bereits im Alter von 9 Jahren bekam Hauser von seinem Vater Josef (* 1917; † 1997), er war ehemaliger Militärmusiker, die ersten Unterweisungen im Trompetenspielen. In der örtlichen Musikschule Griffen bekam er 3 Jahre lang eine musikalische Ausbildung am Akkordeon und 9 Jahre hindurch erhielt er am Kärntner Landeskonservatorium Unterricht in den Fächern Trompete, Musiklehre, Harmonielehre und Gesang. Bei der Trachtenkapelle Griffen war er mehrere Jahre erster Trompeter und zeitweise Kapellmeisterstellvertreter.
Valentin Hauser war Gründer und Leiter der Griffner-Buam, einer volkstümlichen Musikgruppe in der typischen „Oberkrainer Besetzung“ mit Akkordeon, Trompete, Klarinette, Gitarre und Bariton. Die Erfolgsstory der Griffner-Buam begann 1968 in der Kärntner Heimat, durch Gastspiele in ganz Österreich, Deutschland und der Schweiz breitete sich die Bekannt- und Beliebtheit jedoch rasch auch international aus. Die Griffner-Buam waren Sieger bei der Alpenländischen
Musikparade und beim Volksmusikantentreffen in Tirol und aufgrund ihrer Vielfältigkeit als „Stimmungskanonen“ bekannt. Die Besetzung der Gruppe: Leitung und Trompete durch Valentin Hauser, Bassist war sein Bruder Josef (Seppi) Hauser, die Gitarre spielte Hans Kienzl, Viktor Dorner die Klarinette und Lois Reitmair das Akkordeon.
Der erste öffentliche Auftritt der Griffner-Buam fand am 14. April 1968 in Mittertrixen/Kärnten statt, der letzte am 25. Oktober 1981 in Bad Hofgastein/Salzburg. Dazwischen lagen neben zahlreichen Rundfunk- und einigen Fernsehauftritten im ORF, ZDF und WDF insgesamt neun Langspielplatten und mehrere Singleproduktionen.
In der Zeit des Bestehens der Musikgruppe absolvierten die 5 Musiker in zahlreichen Ländern Europas mehr als 1.300 Musikauftritte und legten mit den Tourbussen circa 390.000 km zurück.
Schallplatten bzw. Musikkassetten der Griffner-Buam:
- LP: Die Griffner-Buam; Amadeo; 1970
- LP: Die Griffner-Buam kommen; Lesborne, 1972
- LP: Die Griffner-Buam stellen vor; BASF, 1974
- LP: Wir bleiben Freunde; BASF, 1976
- LP: Bier her oder i fall um; CBS, 1977
- LP: 10 Jahre Griffner-Buam; CBS, 1978
- LP: Gruß aus der Heimat; CBS, 1979
- LP: Kärntner Schwung; CBS, 1980
- LP: Schön ist die Jugend; CBS 1981

Die etwa 120 Musikstücke, die auf Schallplatten vertont und in zahlreichen Rundfunkaufnahmen festgehalten wurden, stammen zum größten Teil aus der Feder von Valentin Hauser.

## Autor – Chronist
Das Schreiben von Büchern war von Hauser vorerst gar nicht geplant. Nach seiner
Pensionierung wollte er über sein Heimatdorf Greutschach lediglich eine kurze, einfache Chronik veröffentlichen. Auf Anraten seines Freundes Peter Handke entstand im Jahr 2011 sein erstes Buch mit dem Titel „Greutschach – Ein Bergdorf erzählt“. Peter Handke schrieb ein Vorwort und meint: „Und am größten, am tiefsten, am nachhaltigsten wird Dein Staunen beim Lesen dieser, Persönliches und Überpersönliches wundersam, auch spitzbübisch (eben Valentin-Hauserisch)  durcheinandermischenden Dokumente sein – ein Lesen als Studieren, d. h. Dich Verlangsamen […]“
Im Jahr 2013 erschien das Buch „Jahresringe – Das Leben des Walter Puschl“. Das Werk erzählt vom bewegten Leben des Walter Puschl, der als junger Tischler seine Kärntner Heimat verließ, im Ausland sich emporarbeitete und im reiferen Alter als erfolgreicher Unternehmer zurückkehrte.
„Die Saualpe – Eine beschauliche Wanderung durch Kultur und Geschichte“ ist das 3. Buch Hausers, wiederum mit einem Geleitwort von Peter Handke. In diesem Buch wird die Kärntner Saualpe mit ihren rundum liegenden Dörfern und Ansiedlungen von der Urgeschichte bis zur Gegenwart in vielfältiger Betrachtung vorgestellt sowie Interessantes und Wissenswertes über diese Region erzählt.
Im Februar 2018 wurde von Hauser das Buch „Die Bluttaten des Franz P. – Zwei Familientragödien aus Kärnten“ vorgestellt. In diesem Werk geht es um zwei Gräueltaten in Kärnten, bei denen insgesamt 9 Mitglieder zweier Familien umgebracht wurden. Die Schilderungen reichen von den Schauplätzen der Taten bis hin zu den Nebenschauplätzen, die sowohl die damalige Zeit des Zweiten Weltkrieges als auch die polizeilichen Ermittlungen und schließlich die Geschichte der Überlebenden einschließen.
Das fünfte Buch „Griffen, wie es früher einmal war – Ein Zeitbild um 1910“ wurde 2020 vorgestellt und ist ein Blick weit zurück in vergangene Zeiten, ein Streifzug durch das Alltagsleben der Familien in und rund um Griffen. Das Buch ist mit zahlreichen historischen Fotos illustriert und beinhaltet u. a. soziale, wirtschaftliche und politische Themen, welche die Bürger damals betrafen. Literaturnobelpreisträger Peter Handke hat auch dieses Buch mit einem Vorwort bereichert.
Hausers sechstes Buch setzt sich mit den dunklen Seiten der Kärntner Geschichte vor, während und nach dem Zweiten Weltkrieg auseinander und trägt den Titel: „Vergessene Wahrheiten – Historische Augenblicke: Zeitzeugen und deren Nachkommen berichten“. Die Hauptthemen dieses Buches befassen sich mit der Zeit des Nationalsozialismus, dem Zweiten Weltkrieg im regionalen Bereich Kärntens, den Spuren der Partisanen auf der Saualm und die zwangsweise Aussiedlung von etwa 1.000 Kärntner Sloweninnen und Slowenen.

## Kochchampion
Hauser nahm an der ORF-Fernsehsendung „Frisch gekocht ist halb gewonnen“ teil. Dort wurde er über ein bundesweites Televoting zum „Kochchampion 2002“ gekürt und setzte sich somit gegen zahlreiche Gegenkandidaten aus allen Bundesländern durch.
In Anwesenheit des Profikoches Alois Mattersberger und Moderatorin Sabine Petzl kochte Hauser im Fernsehen die Siegerspeise Griffner Rittersuppe, Schweinswangerl à la Schlossberg und als Draufgabe Griffener Apfelnockerl mit Heidelbeersauce.